# 朝鲜核试验列表
朝鲜民主主义人民共和国至今共进行过六次被证实的核试验：
- 2006年核试验，本次试验規模约数百吨TNT当量，可能是一次不很成功的试验；
- 2009年核试验，本次试验規模约數千吨TNT当量，是一次成功的钚弹试爆；
- 2013年核试验，本次試驗為地下核试验，據称是小型轻量原子弹；
- 2016年1月核試驗，本次試驗宣稱為第一次氫彈試驗；
- 2016年9月核试验，本次试验規模超過兩萬噸TNT當量，為歷來威力最大一次，亦被視為朝鮮核武正式服役的標誌；
- 2017年核试验，本次试验確實展示了氫彈的特徵。